# Kolia (district, Bintimodiya)
Kolia est l'un des districts de la sous-préfecture de Bintimodiya, situé dans la préfecture de Boké en république de Guinée,.

## Géographie

### Démographie
- En 2014, le district comptait 5 538 habitants selon les RGPH 2014[3] ,[4],[5]